# Elecciones legislativas de Bulgaria de noviembre de 2021
Las elecciones parlamentarias se llevaron a cabo en Bulgaria el 14 de noviembre de 2021, en paralelo a las elecciones presidenciales. Éstas fueron las terceras elecciones parlamentarias del país en 2021, sin que ningún partido pudiera formar gobierno después de las elecciones de abril y julio.

## Antecedentes
Las elecciones de julio de 2021 resultaron en una estrecha victoria para el recién establecido partido Existe Tal Pueblo (ITN) sobre el partido gobernante GERB. Sin embargo, ITN ganó solo 65 de 240 escaños en la Asamblea Nacional. Después de las elecciones, ITN optó por intentar formar un gobierno en minoría e inició conversaciones con socios potenciales (DB,  Levántate.BG y BSP) para asegurar su apoyo. Sin embargo, estos intentos resultaron infructuosos y, como resultado, ITN anunció el 10 de agosto que retiraba su gabinete propuesto, lo que hacía más probable una tercera elección. El líder de ITN, Slavi Trifonov, dijo en un comunicado en video que "Esto significa nuevas elecciones". El mandato de formar un gabinete fue entonces para GERB. GERB, el partido del primer ministro anterior, Boyko Borisov, dijo anteriormente que "no intentaría formar un gobierno". La BSP dijo que si el escenario se repetía, sugeriría que el actual gabinete interino se volviese permanente. Levántate.BG también expresó su confianza en que podría encontrar una solución si se le entregaba el mandato de formar un gobierno. Trifonov anunció posteriormente que no apoyaría a ningún otro partido que propusiera un gabinete. El Parlamento anunció el 2 de septiembre que Bulgaria celebraría la primera vuelta de las elecciones presidenciales el 14 de noviembre, y que era probable que se celebrasen elecciones parlamentarias anticipadas en el mismo mes. El 6 de septiembre, la BSP devolvió el último mandato de formar un gobierno, lo que significó que el parlamento se disolvería y una tercera elección parlamentaria tendría lugar oficialmente en 2021.  El presidente Rumen Radev declaró el 11 de septiembre que se celebrarían elecciones '2 en 1' el 14 de noviembre por primera vez en la historia de Bulgaria, donde los votantes podrán votar para el presidente y el parlamento. Esta decisión se tomó "para ahorrar costos de tesorería y tiempo para los votantes".

## Sistema electoral
Los 240 miembros de la Asamblea Nacional de Bulgaria son elegidos por representación proporcional de lista abierta en 31 distritos electorales plurinominales que varían en tamaño de 4 a 16 escaños. El umbral electoral es del 4% para los partidos, con escaños asignados según el método del resto mayor.

## Partidos y coaliciones
| Partido | Partido               | Ideología principal           | Líder                                                  | Escaños actuales |
| ------- | --------------------- | ----------------------------- | ------------------------------------------------------ | ---------------- |
|         | ITN                   | Populismo                     | Slavi Trifonov                                         | 65               |
|         | GERB–SDS              | Conservadurismo               | Boyko Borisov                                          | 63               |
|         | BSPzB                 | Socialismo democrático        | Korneliya Ninova                                       | 36               |
|         | DB                    | Conservadurismo liberal       | Hristo Ivanov                                          | 34               |
|         | DPS                   | Intereses de la minoría turca | Mustafa Karadayi                                       | 29               |
|         | ISMV                  | Anticorrupción                | Maya Manolova                                          | 13               |
|         | Patriotas Búlgaros    | Conservadurismo nacionalista  | Krasimir Karakachanov Veselin Mareshki Valeri Simeonov | Sin escaños      |
|         | Renacimiento          | Conservadurismo nacionalista  | Kostadin Kostadinov                                    | Sin escaños      |
|         | Verano Búlgaro        | Democracia directa            | Boril Sokolov                                          | Sin escaños      |
|         | Continuamos el Cambio | Anticorrupción                | Kiril Petkov Asen Vasilev                              | Sin escaños      |

## Campaña
La campaña comenzó después de que se anunciara oficialmente la celebración de las elecciones el 14 de noviembre. La pandemia de COVID-19 siguió siendo un gran problema, especialmente con el aumento de la variante delta en el país y algunas dudas sobre las vacunas. Los partidos anticorrupción (ITN, DB y ISMV) buscan mantenerse firmes, mientras que los partidos tradicionales (GERB, DPS y BSP) quieren capitalizar las frustraciones que tiene el público con la incapacidad para formar un gobierno.
Después de que el presidente anunció el nuevo gabinete interino, los dos ministros de economía y finanzas que fueron reemplazados en la reorganización, Kiril Petkov y Asen Vasilev, declararon que competirían en las elecciones de noviembre, como parte de una nueva coalición llamada "Continuamos el Cambio".
La crisis energética mundial fue un gran problema en la campaña, con los precios del gas natural subiendo a niveles récord. Diferentes partidos están ofreciendo sus soluciones sobre cómo solucionar este problema, y algunas apoyan depender más de Rusia para la energía, mientras que otras miran hacia la energía nuclear a largo plazo. Esto se ha relacionado con los altos niveles de inflación en el país, que alcanzaron niveles récord del 4,8% en septiembre, lo que ha provocado el descontento público.
Otro gran problema ha sido sobre las vacunas para el COVID-19. Debido a una baja aceptación de vacunas y un alto aumento en el número de casos, el gobierno interino implementó un pase verde, o también conocido como pasaporte de vacunas. El pase verde introduce la regla de que los ciudadanos deben tener prueba de su estado de vacunación en varios lugares, como hospitales, escuelas y restaurantes. Esto provocó protestas generalizadas, que podrían terminar perjudicando al gobierno de turno, especialmente al presidente Radev.
El 6 de octubre se aprobaron las instrucciones para la votación por el ministro de Salud y el Inspector Jefe de Salud del Estado, las cuales no difieren de las de las elecciones del 11 de julio. La vicepresidenta de la Comisión Electoral Central, Rositsa Mateva, dijo que ”no se requiere un certificado verde para votar en las elecciones parlamentarias y presidenciales del 14 de noviembre”.
La Organización para la Seguridad y la Cooperación en Europa (OSCE) anunció que enviaría un equipo de observación a las elecciones generales en un comunicado, "siguiendo una invitación de las autoridades de Bulgaria y de acuerdo con su mandato, la OIDDH ha desplegado una Misión de Evaluación Electoral (EAM) para estas elecciones". Señaló que la OIDDH había observado anteriormente 12 elecciones en el país, siendo la más reciente las elecciones parlamentarias anticipadas del 11 de julio de 2021.

## Encuestas
| Encuestadora | Fecha             | Muestra | ITN   | GERB SDS | BSPzB | DB    | DPS   | ISMV | BP   | Renacimiento | PP    | Otros | Ninguno | Ventaja    |
| --- | ----------------- | ------- | ----- | -------- | ----- | ----- | ----- | ---- | ---- | ------------ | ----- | ----- | ------- | ---------- |
| Encuestadora | Fecha             | Muestra |       |          |       |       |       |      |      |              |       | Otros | Ninguno | Ventaja    |
| Alpha Research | 7−9 Nov 2021      | 1017    | 9.9%  | 24.1%    | 16%   | 10.2% | 9.8%  | 3.6% | —    | 3.8%         | 16.5% | 6.1%  | —       | 7.6%       |
| Barometar | 4−9 Nov 2021      | 839     | 13.4% | 26.4%    | 15.8% | 8.1%  | 11.4% | 2.9% | 3.7% | 1.5%         | 11.2% | 5.5%  | —       | 10.6%      |
| Gallup | 1−9 Nov 2021      | 1006    | 11.4% | 23.5%    | 15.2% | 9.6%  | 11.3% | 3.4% | 2.1% | 3.5%         | 15.5% | 4.5%  | —       | 8%         |
| Centre for Analysis and Marketing                                                                                                   | 4−8 Nov 2021      | 1016    | 12.2% | 23.5%    | 14.6% | 11%   | 10.3% | 4.2% | —    | —            | 16.2% | 8%    | —       | 7.3%       |
| Mediana | 4–8 Nov 2021      | 957     | 12.2% | 25.4%    | 15.6% | 9.7%  | 10.6% | 4.2% | –    | 3.1%         | 17.3% | 1.9%  | —       | 8.1%       |
| Trend | 1–7 Nov 2021      | 1013    | 12.8% | 22.9%    | 15.1% | 9.1%  | 10.3% | 3.3% | 2.2% | 3.6%         | 14.8% | 5.9%  | —       | 7.8%       |
| Market Links | 2−7 Nov 2021      | 1112    | 9.7%  | 23%      | 12.1% | 10.5% | 11.2% | 4.1% | 1.2% | 3%           | 16.3% | 1.2%  | 8.9%    | 6.7%       |
| Exacta Archivado el 7 de noviembre de 2021 en Wayback Machine.                                                                      | 29 Oct−5 Nov 2021 | 1025    | 12.5% | 23.8%    | 15%   | 9.2%  | 9.5%  | 3.5% | 2.5% | 3%           | 15.5% | 3.7%  | 1.8%    | 8.3%       |
| Sova Harris | 27 Oct−2 Nov 2021 | 1000    | 13.4% | 23.8%    | 16.7% | 9.1%  | 9.7%  | 4.1% | 2.1% | 2.5%         | 15.6% | 1.9%  | 1.1%    | 7.1%       |
| Sociology Web Researcher | 1 Oct−1 Nov 2021  | 43,987  | 19.3% | 22.1%    | 16.6% | 8.5%  | 10.3% | 2.9% | 2.1% | 3.3%         | 10.1% | 4.8%  | —       | 2.8%       |
| Gallup | 23−31 Oct 2021    | 1081    | 11.3% | 24.2%    | 15.7% | 9.8%  | 11.1% | 3.1% | 2.3% | 3.3%         | 13.7% | 5.5%  | —       | 6.1%- 8.5% |
| Estat | 23−31 Oct 2021    | 993     | 15.2% | 24.1%    | 18.1% | 7.4%  | 9.2%  | 3.3% | 2.3% | 3.3%         | 14.3% | 2.8%  | —       | 6%         |
| Centre for Analysis and Marketing (enlace roto disponible en Internet Archive; véase el historial, la primera versión y la última). | 22−26 Oct 2021    | 815     | 12.3% | 22.3%    | 15.1% | 11.8% | 10.3% | 3.2% | 1.2% | 2.5%         | 15.8% | 3%    | 0.3%    | 6.5%       |
| Barometar | 13−18 Oct 2021    | 858     | 14.3% | 26.2%    | 14.9% | 8.8%  | 11.6% | 2.9% | 3.7% | 1.5%         | 10.5% | 5.5%  | —       | 11.3%      |
| Gallup | 10−17 Oct 2021    | 1009    | 12.2% | 22.5%    | 15.1% | 11.2% | 10.8% | 3.7% | 2.3% | 2.9%         | 13.4% | 5.9%  | —       | 7.4%       |
| Exacta Archivado el 25 de octubre de 2021 en Wayback Machine.                                                                       | 6−12 Oct 2021     | 1025    | 15.2% | 23.5%    | 15%   | 10.2% | 9.4%  | 2.6% | 2.5% | 1.9%         | 15.5% | 4.2%  | —       | 8%         |
| Sova Harris | 5−12 Oct 2021     | 1010    | 14.4% | 24.2%    | 19.1% | 9%    | 8.7%  | 4.2% | 1.8% | 1.9%         | 14.6% | 0.4%  | 1.7%    | 5.1%       |
| Centre for Analysis and Marketing                                                                                                   | 6−10 Oct 2021     | 812     | 11.7% | 24.2%    | 15.8% | 10.3% | 11%   | 3.2% | 0.7% | 1.7%         | 12.8% | 3.7%  | 0.7%    | 8.4%       |
| Alpha Research | 4−10 Oct 2021     | 1123    | 10.4% | 23.1%    | 16.8% | 10.9% | 9.3%  | 3.2% | 2.1% | 2.9%         | 15.9% | 5.4%  | —       | 6.3%       |
| Sociology Web Researcher | 1 Sep−1 Oct 2021  | 86,376  | 22.9% | 24.3%    | 14.1% | 6.9%  | 7.1%  | 2.8% | 1.8% | 3.2%         | 7.8%  | 4.4%  | —       | 1.4%       |
| Gallup | 21−26 Sep 2021    | 2000    | 12.3% | 21.4%    | 13.4% | 12.1% | 11.4% | 4.1% | 2.2% | 3.3%         | 15.2% | 4.6%  | —       | 6.2%       |
| Market Links | 14−20 Sep 2021    | 612     | 14.9% | 25%      | 16%   | 13.1% | 10.8% | 3.6% | —    | 3.5%         | 11.9% | 1.1%  | —       | 9%         |
| Trend | 8–15 Sep 2021     | 1012    | 17.5% | 24.4%    | 16.6% | 8.5%  | 9.3%  | 3.8% | 2.2% | 2.9%         | 9.1%  | 5.7%  | —       | 6.9%       |
| Alpha Research | 8−15 Sep 2021     | 1017    | 18.6% | 23.2%    | 18.1% | 14.5% | 10.5% | 4.5% | —    | 3.8%         | —     | 6.8%  | —       | 4.6%       |
| Gallup | 2−10 Sep 2021     | 1007    | 15.5% | 22.5%    | 16.1% | 15.8% | 11.9% | 4.8% | 2.4% | 3.1%         | —     | 7.9%  | —       | 6.4%       |
| Market Links | 13−22 Ago 2021    | 544     | 15.7% | 21.6%    | 15.7% | 16.5% | 11.0% | 4.5% | —    | 4.3%         | —     | 2.2%  | —       | 5.1%       |
| Trend | 23–30 Jul 2021    | 1006    | 21.6% | 22.4%    | 14.5% | 14.1% | 10.2% | 4.4% | 1.9% | 2.9%         | —     | 8%    | —       | 0.8%       |
| Market Links | 21–28 Jul 2021    | 509     | 22.6% | 20.8%    | 17.9% | 17.2% | 9.6%  | 5.4% | 2.1% | 3.7%         | —     | 3.5%  | —       | 1.8%       |
| Elecciones de julio de 2021 | 11 Jul 2021       | –       | 23.8% | 23.2%    | 13.2% | 12.5% | 10.6% | 5%   | 3.1% | 3%           | —     | 5.7%  | —       | 0.6%       |

## Resultados
|  | 25.32 % |

|  | 22.44 % |

|  | 12.83 % |

|  | 10.07 % |

|  | 9.39 % |

|  | 6.28 % |

|  | 4.80 % |

|  | 2.26 % |

|  | 1.07 % |

|  | 0.52 % |

|  | 0.46 % |

|  | 3.22 % |

|  | 1.34 % |

|  | 99.58 % |

|  | 0.42 % |

|  | 100.00 % |

|  | 38.43 % |

## Formación de gobierno
El 13 de diciembre de 2021, Kiril Petkov fue designado primer ministro por la Asamblea Nacional en un gobierno de coalición de los partidos Continuamos el Cambio, Bulgaria Democrática, Existe Tal Pueblo y Coalición por Bulgaria que en su conjunto tienen 134 de los 240 miembros de la Asamblea.